# Jiří Řezáč

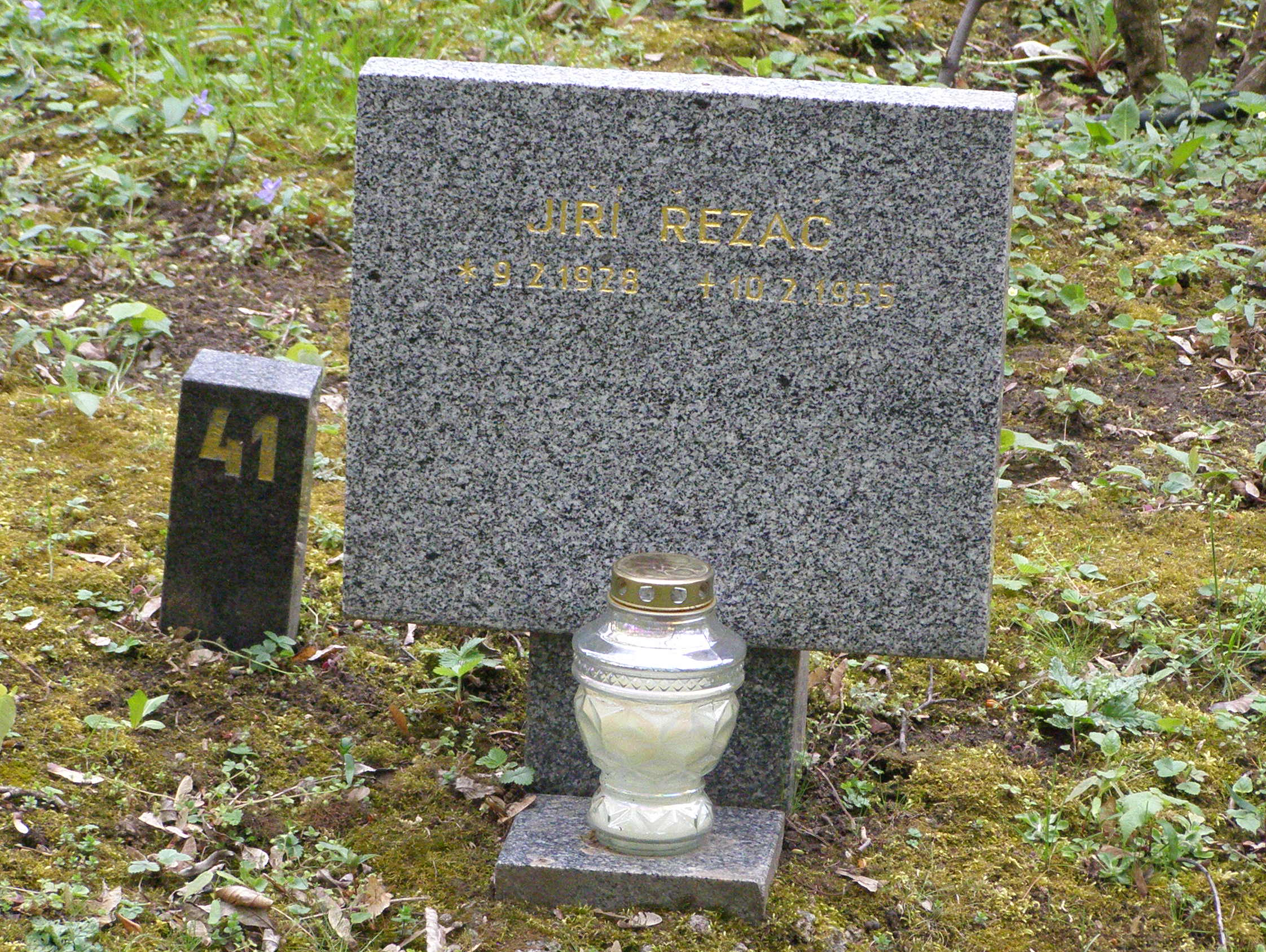
Symbolický hrob na Čestném pohřebišti popravených a umučených z padesátých let – třetí odboj v pražských Ďáblicích

Jiří Řezáč (9. února 1928 Obděnice – 10. února 1955 Věznice Pankrác) byl český rolník a protikomunistický odbojář odsouzený v politickém procesu komunistickým režimem k trestu smrti a v roce 1955 popraven.

## Životopis
Narodil se v roce 1928 v Obděnicích do rolnické katolické rodiny. Po absolvování obecné školy navštěvoval čtyři roky měšťanskou školu. Poté studoval dva roky na hospodářské škole. Při svých studií přitom pomáhal na rodinném hospodářství a poté, co zemřel jeho otec, hospodářství zdědil. Od roku 1947 byl členem Sdružení katolické mládeže a v Obděnicích působil během druhé poloviny 40. let jako kostelník.

### Po únoru 1948
Po únorovém převratu spoluzaložil v roce 1949 odbojovou skupinu Černý lev 777 s působištěm v okolí Milevska. Spolupracoval přitom s Jaroslavem Sirotkem a Bohumilem Šímou. V letech 1951 až 1953 absolvoval základní vojenskou službu. Po návratu ze služby pracoval jako důvěrník u okresní zemědělské komise Milevsko a jako důvěrník okresního oddělení ministerstva vnitra. V roce 1951 se neúspěšně ucházel o členství v KSČ, byl také vedoucím místní pobočky organizace Svazarmu. V rámci své odbojové skupiny šířil protirežimní letáky a ničil elektrická vedení, skupina ovšem vykonávala také radikálnější činnost. Začala zastrašovat místní stranické funkcionáře, na které dokonce střílela; například v květnu 1949 střílel Řezáč na komunistického funkcionáře projíždějícího na motorce. Vrcholem činnosti skupiny pak byly dva bombové útoky. První útok z července 1949 v Sedlčanech přitom zcela zničil místní sekretariát KSČ, při druhém útoku v květnu 1950 v Milevsku dokonce zahynul příslušník SNB. Po druhém bombovém útoku skupina svou činnost utlumila, neboť se dopadení jejích členů stalo pro místní agenty StB prioritou.
V lednu 1954 se oženil a brzy poté se mu narodila dcera. V podobné době se stal zaměstnancem Československé plavby labsko-oderské, kde působil jako lodník.
V létě 1954 byla skupina odhalena a Řezáč byl spolu s jejími dalšími členy v červenci 1954 zatčen. V říjnu 1954 byl za trestné činy velezrady, vyzvědačství, obecné ohrožení a pokusu o vraždu v politickém procesu odsouzen k trestu smrti. Jeho odvolání bylo zamítnuto v prosinci 1954, žádosti o milost pak nevyhověl ani prezident Antonín Zápotocký. Popraven byl spolu s Šímou a Sirotkem v únoru 1955. Několik dalších osob pak bylo v procesu odsouzeno k dlouholetým trestům odnětí svobody.

Vazební (identifikační) fotografie Jiřího Řezáče
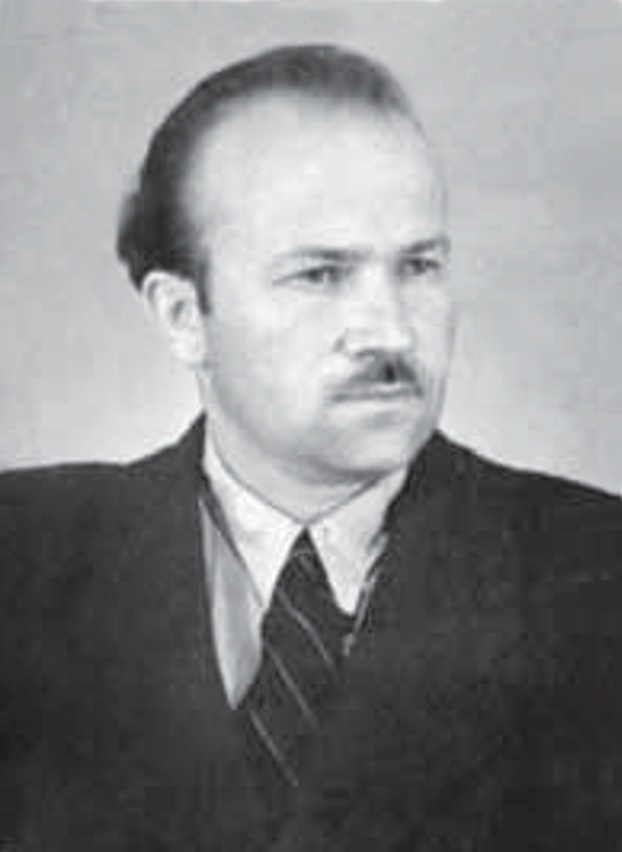
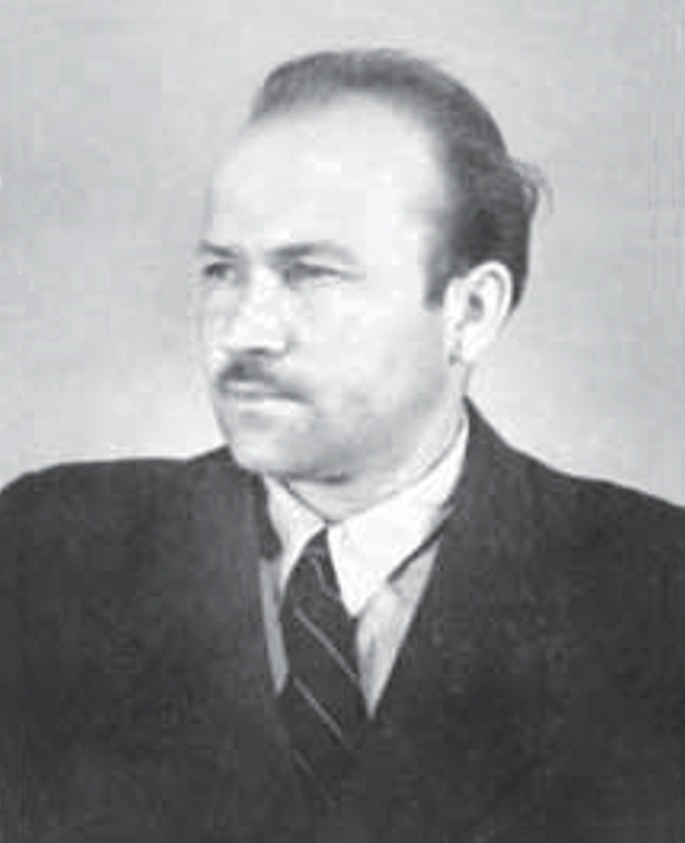
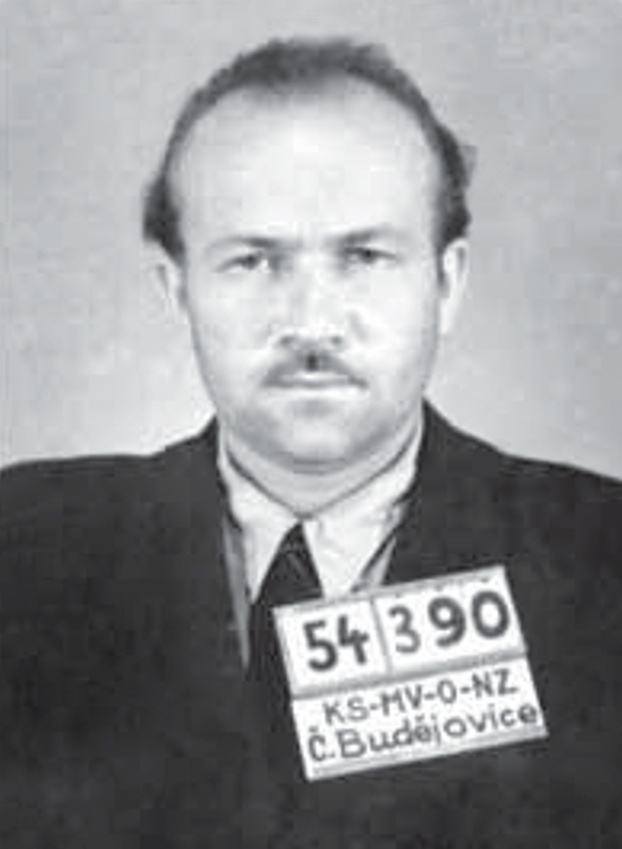

### Odkaz
V roce 1970, tedy v období normalizace, byly zamítnuty podané žádosti o rehabilitaci. Po sametové revoluci bylo v roce 1997 zastaveno trestní stíhání členů skupiny. V Milevsku a Obděnicích byly na jeho památku instalovány pamětní desky.
O působení skupiny a aktivitách Řezáče podrobně pojednává publikace Ústavu pro studium totalitních režimů z roku 2007 s titulem Osud odbojové organizace Český lev.